# Балхаш (теплоход)
Теплоход «Балха́ш» — трёхпалубное круизное судно; общим весом 300 тонн.
На сегодняшний день самое большое действующее судно на озере Байкал.

## История
Теплоход «Балхаш» был построен в 1960-е годы для нужд БАМа, а также использовался как буксир для плотов, перевозивших лес.
В период перестройки теплоход 10 лет бездействовал. Позже был отремонтирован Восточно-Сибирским речным пароходством. В настоящее время действует как круизное судно.

## Оснащение теплохода
- нижняя палуба — 9 стандартных кают и 2 каюты люкс;
- главная палуба — 9 стандартных кают и 1 каюта люкс;
- верхняя палуба — 2 каюты люкс;
- ресторан на 46 чел., 2 бара, открытое кафе, рецепция;
- сауна на 5 человек, бассейн 2,5 м х 4 м х 1,5 м;
- сувенирная лавка;

В каютах имеются телевизоры, компьютеры, телефоны и кондиционеры.